# Jankovich László (zalai főispán)
Pribéri és vuchini dr. gróf Jankovich László Lajos István Mária (Szőlősgyörök, Somogy vármegye, 1860. március 2. – Szőlősgyörök, Somogy vármegye, 1921. december 1.), Zala vármegye főispánja, a főrendiház örökös tagja, jogász, birtokos.

## Élete
A pribéri és vuchini gróf Jankovich család sarja. Apja gróf Jankovich László (1816-1895), Verőce és Somogy vármegye főispánja, anyja vizeki Tallián Rozália (1823-1890) úrnő volt. Apja Jankovich László 1885. október 3.-án I. Ferenc József magyar király grófi címet szerzett. Apai nagyapja, a jómódú köznemes pribéri és vuchini Jankovich Antal (1784-1849), és apai nagyanyja, németújvári gróf Batthyány Alojzia (1787-1820) volt. Anyai nagyszülei vizeki Tallián Boldizsár (1781-1834) császári és királyi kamarás, Somogy vármegye alispánja, táblabíró, és zalabéri Horváth Ida (1798-1875) asszony voltak. Anyai ősanyja, vizeki Tallián Gergelyné osztopáni Perneszy Anna Julianna (fl. 1657–1715) révén, az ősrégi és tehetős osztopáni Perneszy család leszármazottja és egyik örököse volt. A hatalmas Perneszy-féle örökségnek egy része a Somogy megyei ádándi birtokon feküdt, amelyhez Tallián Boldizsár nagyapja jogokat örökölt.
Középiskolai tanulmányainak befejezte után a budapesti királyi magyar tudományegyetemre járt, ahol jogtudori oklevelet szerzett. Közéleti pályáját Somogyban kezdte; a lengyeltóti járásban főszolgabíró volt 1890 és 1896 között. Zala vármegye közigazgatási életében élénken részt vett. 1896. március 20.-ától 1903. december 19.-éig Zala vármegye főispánja volt. A főispáni állásáról a Fejérváry-kormány idején lemondott.

## Házassága
Feleségül vette gróf Bombelles de la Motte Saint-Liée Klotild (*Savenstein, 1853. október 22.–†Balatonlelle, 1930. július 24.) kisasszonyt, akinek a szülei gróf Bombelles de la Motte Saint-Liée Markus (1830–1906) és traskostjani gróf Draskovich Ferdinánda (1833–1886) voltak. Az anyai nagyszülei traskostjani gróf Draskovich Ferenc (1803–1857), Varasd vármegye főispánja, földbirtokos és Klotild Kulmer von Rosenpichl und Hohenstein (1809–1892) voltak. Házasságukból nem született gyermek.